# Asociația artistică
Asociația artistică a fost o societate artistică care s-a înființat în luna martie 1913 cu ocazia primei expoziții pe care a organizat-o la Ateneul Român. Ea s-a înființat ca urmare a desfășurării expoziției din anul 1912 a Salonului oficial, care conform metehnelor ce au rămas nealterate în astfel de evenimente controlate de stat, au generat adversități, intervenții și atitudini clientelare în judecarea de către juriu a operelor de artă. Au existat reclamații și proteste făcute la ministerul de resort și perspectiva participarii artiștilor la viitoarele expoziții a Salonului era sumbră. Ca urmare a unei astfel de situații, mai mulți artiști, dintre care unii erau elevii Școlii de Belle-Arte din București, au decis înființarea unei noi organizații care să le reprezinte interesele față de autorități.
Practic, expoziția de la Ateneul Român din martie 1913 a fost actul de naștere a noii asociații artistice. Vernisajul a fost făcut doar de către membrii fondatori: Sofronie Constantinescu, Ignat Bednarik, Biciovski, Dumitru Brăiescu, Marin Georgescu, Aurel Mănciulescu, Petre Bulgăraș, Cotty, Raymond Horn, Panait Mihăilescu, Constantin Petrescu, Oscar Schmidt, P. Rădulescu, P. Popescu, Petre Troteanu, Ion Dumitru, Horia Boambă, Ion Jalea, Oscar Han, etc.
În cadrul expoziției au fost expuse 176 de exponate din domeniul picturii, sculpturii și artei decorative. Presa a reținut din toată expoziția doar faptul că ea a reprezentat o etapă promițătoare a noii generații care s-a format în România.
Perioada anilor 1913 - 1916, a fost una un propice în vânzarea de pictură deoarece a crescut număul amatorilor de artă ca urmare a îmbogățirii lor de pe urma războiiului. Tinerii artiști au fost încurajați din această cauză și au deschis în anul 1914 o nouă expoziție, de această dată în clădirea Tinerimii artistice, fosta Panoramă Grivița. Din cauză că presa nu a menționat decât anunțul vernisajului, astăzi nu se cunosc participanții la eveniment. Prin faptul că asociația a mai deschis în februarie 1916 o nouă expoziție, se poate considera că asociația a avut un anumit impact în manifestările expoziționale de tip artistic din București. În februarie 1916, presa a precizat că pe lângă vechii membri ca Dumitru Brăiescu, Petre Troteanu, Sofronie Constantinescu, Horia Boambă, Aurel Mănciulescu, Oscar Han, au mai fost prezenți și Adam Bălțatu, Aurel Băieșu, George Chirovici, Otto Briese, Ion Cristoloveanu, Sabin Pop, N. Pop, Vasile Velisaratu, Alexandrina Biju, I. Protopoescu și A. Davidoglu.
O dată cu intrarea în Primul Război Mondial a României, activitatea asociației s-a închis. După terminarea războiului, asociația, ca și alte societăți artistice, nu a mai putut să-și reia activitatea.